# Moto Guzzi California
Moto Guzzi California ist eine Motorrad-Modellreihe des italienischen Herstellers Moto Guzzi, die in Mandello del Lario gebaut wurde. Die Verkaufsbezeichnung California wurde von Moto Guzzi von 1971 bis Ende 2020 für große, bequeme, langstreckenorientierte Straßenmotorräder mit langem Radstand, breitem Lenker und Trittbrettern verwendet – eine Kategorie, die seit den 1990er Jahren als Cruiser bezeichnet wird.

## Baureihen im Überblick
- V7 California (USA, 1971, 758 cm³)
- 850 California (USA, 1972–1974, 844 cm³)
- 850 T3 California (1975–1980, 844 cm³)
- California II (1981–1987, 949 cm³)
- California III (1988–1993, 949 cm³)
- California 1100 (1993–2012, 1064 cm³)
- California 1400 (2013–2020, 1380 cm³)